# Shahmasour
Shahmasour (in armeno Շահմասուր?, in azero Şahmansurlu) è una comunità rurale del distretto di Kəlbəcər, in Azerbaigian, fino al 2024 appartenente alla regione di Martakert nella repubblica di Artsakh (fino al 2017 denominata repubblica del Nagorno Karabakh).
Il paese nel 2005 contava poco meno di centocinquanta abitanti e si trova al centro della regione dell'Artsakh in una zona boscosa e collinare piuttosto isolata, sul versante meridionale della catena montuosa Okhtnaghbyur.